# Batalla de la Foç Pisana
La batalla de la Foç Pisana fou un combat naval que tingué lloc davant la desembocadura de l'Arno l'octubre de 1421, entre un estol de la Corona d'Aragó organitzat per Alfons IV el Magnànim i comandat per Romeu de Corbera i un estol de la República de Gènova, dirigit per Bautista di Campofregoso, que tenia la intenció d'atacar Nàpols.

## Antecedents
La reina Joana II regnava a Nàpols sense descendència i va adoptar Alfons el Magnànim com a futur hereu l'agost de 1420. Martí V va excomunicar Joana, nomenant de Lluís III d'Anjou com a hereu de la corona. Alfons va cridar Braccio da Montone per lluitar per ella contra Muzio Sforza, qui estava al capdavant de l'exèrcit Angeví. No hi va haver una batalla oberta, encara que l'exèrcit de Braccio va moure's per tot l'Abruzzo i iniciant el setge de l'Aquila. Mentrestant, la reina va abandonar l'aragonès i es passà al costat dels angevins, però Braccio va romandre lleial a Alfons.
Alfons el Magnànim, després de pacificar Sardenya va atacar Còrsega des de l'Alguer, però tot i aconseguir la rendició de Calvi, no aconseguí la rendició de Bonifacio, tot i tenir-la assetjada durant mesos, doncs els genovesos aconseguiren socórrer la ciutat després d'una batalla al seu port.
La ciutat de Gènova estava assetjada per terra per les forces del dux de Milà Felip Maria Visconti, però sense completar el setge per mar, la ciutat no podia caure, així que van demanar ajut a Alfons el Magnànim, que va enviar set o nou galeres comandades per Romeu de Corbera.

## Batalla
Tomaso di Campofregoso, el dux de Gènova, va enviar a l'encontre de la flota catalana una flota de la mateixa magnitud comandada pel seu germà Bautista di Campofregoso. Cinc galeres genoveses foren capturades, amb el seu almirall, mentre la resta aconseguia arribar a Gènova.

## Conseqüències
Els genovesos reberen una derrota tan greu en la batalla, que Tomaso di Campofregoso rendí la República de Gènova el novembre a Felip Maria Visconti.
Després de combatre contra les tropes de Muzio Sforza a l'entorn del Castel Capuano, on la reina estava sent assetjada, Alfons el Magnànim es va haver de retirar al Castell Nou, però el suport de les 22 galeres comandades per Joan Ramon Folc II de Cardona va millorar la seva posició. La reina, pressionada pels angevins feu marxa enrere i el 1423 adoptà Lluís III d'Anjou (qui onze anys abans havia estat competidor del seu pare al Compromís de Casp) i Alfons va posar rumb de tornada als seus regnes, no sense abans destruir el port de Marsella amb la seva flota, el més important dels dominis angevins.
Pere d'Aragó, germà del rei, es quedà a Itàlia per defensar les possessions, però malgrat els seus esforços, el 1424 havia caigut Gaeta, i només controlava el Castell Nou i el Castell de l'Ou.